# تپه و گورستان مارندگان
تپه و قبرستان مارندگان در شهرستان خاش، بخش ایرندگان، دهستان ایرندگان، مرکز روستای مارندگان واقع شده و این اثر در تاریخ ۲۷ اسفند ۱۳۸۶ با شمارهٔ ثبت ۲۲۶۹۷ به‌عنوان یکی از آثار ملی ایران به ثبت رسیده است.